# Holmger Knutsson
Holmger Knutsson (décennie 1210 mort en 1248) est un noble suédois issu de la famille royale et un prétendant au trône de suède pendant le règne d' Éric XI de Suède.

## Biographie
Holmger Knutsson est le fils ainé de Knut II  Långe Holmgersson de Suède et d'Helene Pedersdatter de StrangeA la mort de son père en 1234 , Holmger semble avoir été pressenti pour devenir le nouveau souverain mai le Jarl Ulf Fase réussit à imposer le retour d' Éric XI qui était exilé au  Danemark depuis 1229. On entend plus parler d'Holmger ensuite
mais il semble qu'il contrôle le Gästrikland au nord de l'Uppland pendant les treize années suivantes.
Soutenu par une partie de la famille des  folkungs, Holmger fait une tentative infructueuse de s'emparer de la couronne en 1247. Il est vaincu lors de la Bataille de Sparrsätra (en) en Uppland au nord d'Enköping par les forces royales menées par  Birger Jarl. Selon l'Erikskrönika,  après  sa défaite lors du combat, Holmger s'enfuit au Gästrikland mais il est capturé et rapidement décapité en 1248.  
Il semble y avoir eu une tentative généralisée pour que Holmger soit reconnu comme un saint au XIIIe siècle, mais son culte a finalement été abandonné. Les manuscrits postérieurs montrent qu'une chapelle spéciale a été construite et consacrée à Holmger Knutsson à Björklinge, 
Norunda härad, dans l'Uppland. Il est inhumé à côté de son père dans l'église monastère cistercien de Skokloster à Håbo, près de Uppsala. Holmger était marié à Helena Philipsdotter. Ils n'avaient aucun enfant connu.

## Sources
- Corinne Péneau (trad. du suédois), Erikskrönika, Paris, Publications de la Sorbonne, 2005, 258 p. (ISBN 2-85944-524-2, OCLC 60760032, lire en ligne)
- (sv) Harrison, Dick Jarlens sekel - en berättelse om 1200-talets Sverige (Ordfront, Stockholm: 2002)  (ISBN 91-7324-898-3)
- (sv) Lagerqvist, Lars O. Sverige och dess regenter under 1000 år  (Bonniers, Stockholm: 1982)   (ISBN 91-0-075007-7)
- (sv) Adolfsson,  Mats När borgarna brann - svenska uppror (Stockholm: Natur & Kultur, 2007)
- (sv) Larsson, Mats G. Götarnas riken : Upptäcktsfärder till Sveriges enande (Bokförlaget Atlantis AB. 2002)   (ISBN 978-91-7486-641-4)